# ブラウンシュヴァイクの宣言

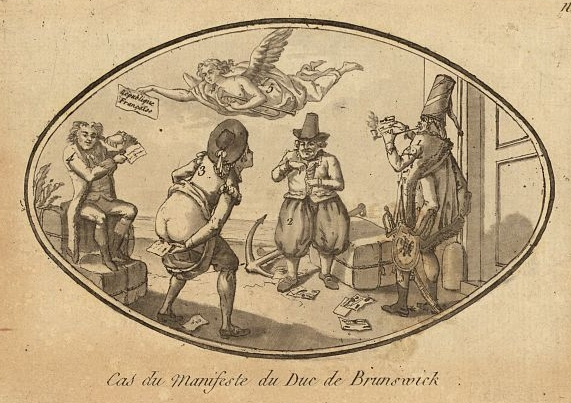
ブラウンシュヴァイクの宣言書で、尻を拭き、タバコに火を付ける人々

ブラウンシュヴァイクの宣言（仏: Manifeste de Brunswick, 独: Manifest des Herzogs von Braunschweig, 英: Brunswick Manifesto）は、フランス革命戦争中の1792年7月25日に同盟軍司令官ブラウンシュヴァイク公爵が発した宣言である。パリ市民が国王ルイ16世に少しでも危害を加えればパリ市の全面破壊も辞さないという内容の脅迫であったが、より一層市民を怒らせ、敵に守護される国王の廃位要求に彼らをかき立てる結果になった。
英語の読みにより、ブランズウィックの宣言とも言う。

## 概要
1792年6月20日、テュイルリー宮殿に侵入したサン・キュロット民兵に侮辱を受け、赤いフリジア帽を被らされたルイ16世であったが、拒否権は放棄せずに、民衆と共に乾杯して頑として譲歩を拒んだ。暴徒は市長ペティヨンの介入によってようやく解散したが、この事件は武装した暴徒が宮殿内の寝室まで踏み込んでくるという由々しき状況であった。王子らと共に議会議場に避難を強いられたマリー・アントワネットは大変怯えて、オーストリアの駐仏大使メルシー＝アルジェントー伯爵に手紙を書き、彼を介して、ブラウンシュヴァイク公爵に同盟軍が何らかの声明を発して山岳派を脅迫し、恐怖に震え上がらせてやるように懇願した。公爵はあまり効果があるとは思えなかったので乗り気ではなかったが、メルシー大使の根気強い説得にまけ、7月25日にコブレンツで同宣言を発表した。
宣言の内容は、まず革命政府によるオーストリアとプロイセンに対する侵略を非難し、続いてフランス国王の自由と権力が回復されるべき事を主張した上で、両国はやむを得ない状況によって戦争に引き込まれたもので、自国の利益のためフランスを征服するわけではないこと、また両国はフランスの内政に干渉する意図はいささかもなく、フランス国王一家を救出し、フランス国王が統治を行うのに必要な安全を確保するために協力すること以外は望んでおらず、フランス国王に服従し、同盟軍に対し戦闘行動をとらないすべてのフランス人の生命および財産は保護されるとする一方、立法議会とすべての行政関係者およびパリ国民衛兵のメンバーは容赦なく軍法会議にかけられるものとし、さらにもし王宮が襲撃され、フランス国王とその家族に重大な侮辱もしくは危害が加えられたならば、同盟軍は見せしめとしてパリを全面的に破壊し、叛徒どもにしかるべき刑罰を与えるとするものであり、続いて7月27日には国王一家が万一パリ市民によってパリ以外の地に連行されるなら、その通過を妨げないすべての土地および都市はパリと同様の運命に見舞われるとする追加宣言が発表された。
この宣言は7月28日頃にパリに届き、8月1日までの間に市民のあらゆる階層を激怒させた。フランスの国王は敵国の司令官に守られる存在であることが明らかになり、祖国を救うには王政を打倒しなければならないという認識が広まった。すでに高まっていた不満が一気に爆発して後戻りできないところまできて、48地区のうちで47地区が国王廃位に賛成の署名をするに至る。これら一連の動きが8月10日事件の民衆蜂起が起こる直接の引き金となった。